# Materialism dialectic

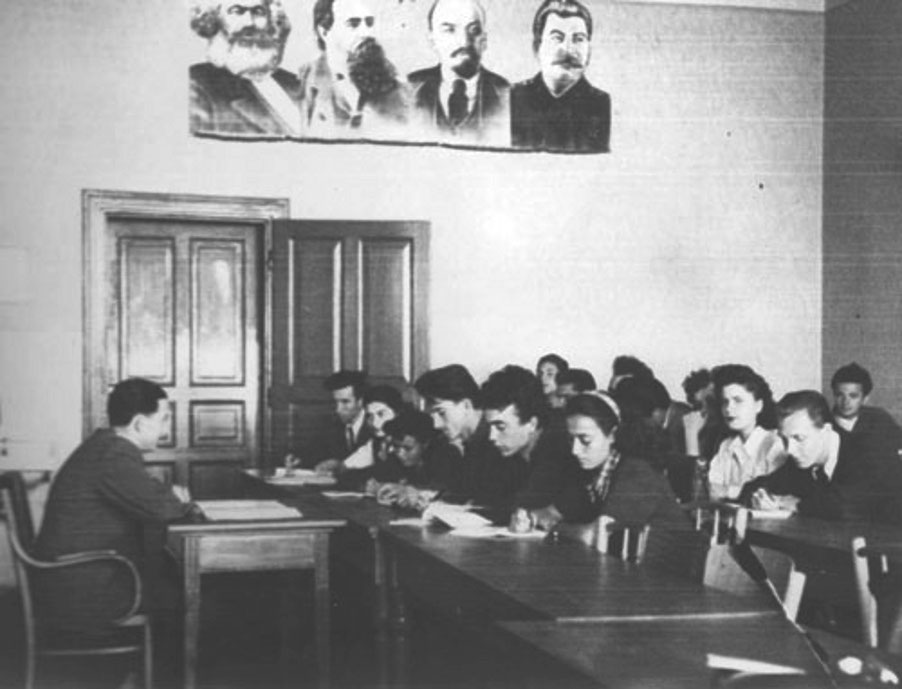
Ora de materialism dialectic cu prof. Pavel Apostol la Universitatea Victor Babeș din Cluj, în 1951

Materialismul dialectic este un concept de filosofie politică marxistă, considerat ca fiind baza gândirii marxiste. 
Această concepție filosofică, întemeiată de Karl Marx și Friedrich Engels, este definită ca fiind știința despre raportul dintre materie și conștiință, despre legile cele mai generale ale schimbării și dezvoltării naturii, societății și gândirii. În timp ce școlile filosofice care au precedat marxismul își puneau ca obiectiv explicarea lumii, materialismul dialectic își pune ca obiectiv transformarea revoluționară a realității.  Natura este necreată și nepieritoare, iar procesele din univers se desfășoară potrivit legilor obiective. 
Pornește de la dialectica hegeliană, însă o reformulează. Astfel idealismul hegelian conform căruia istoria umană este rezultatul unei evoluții dialectice a unei idei, a unui spirit care determină cursul istoriei și care este accesibil experienței noastre prin fenomene (fenomenologie), care nu sunt altceva decât reprezentările ideii în lumea reală. Marx consideră că ideea nu este nimic altceva decât o reflecție a lumii materiale care este tradusă în forme ale gândirii. 
Prin urmare, la Marx istoria umană nu este rezultatul evoluției dialectice a ideii, ci a evoluției luptei de clasă dialectice pentru bunurile materiale.